# نمایش انحرافی
نمایش گول‌زننده، نمایش انحرافی یا نمایش حواس‌پرتی (به انگلیسی: Distraction display) یک رفتار ویژه است که برخی جانوران برای اغفال و پرت کردن حواس دشمن یا شکارچی برای دور کردن آن‌ها از لانه یا جوجه خود استفاده می‌کنند. برای نمونه برخی پرندگان با دیدن دشمن، در مکانی دورتر از محل تخم‌گذاری خود به طوری بر روی زمین می‌نشینند که گویا بر روی تخم‌ها نشسته‌اند.
نمایش انحرافی مشخصاً در پرندگان دیده شده است ولی در ماهی‌ها هم این رفتار گزارش گردیده است. اصطلاح نمایش انحرافی در میان رفتارشناسان جانوری مورد مباحثه است و گاهی این حرکت را به شکل عامه رفتار لانه‌بانی تعریف کرده‌اند و آن را نوعی رفتار قلدری تعریف می‌کنند.
،نمایش انحرافی اساساً در پرندگان تعریف می‌گردد زیرا آنها می‌توانند به سرعت و در لحظات آخر از دست شکارچی زمینی بگریزند.

"
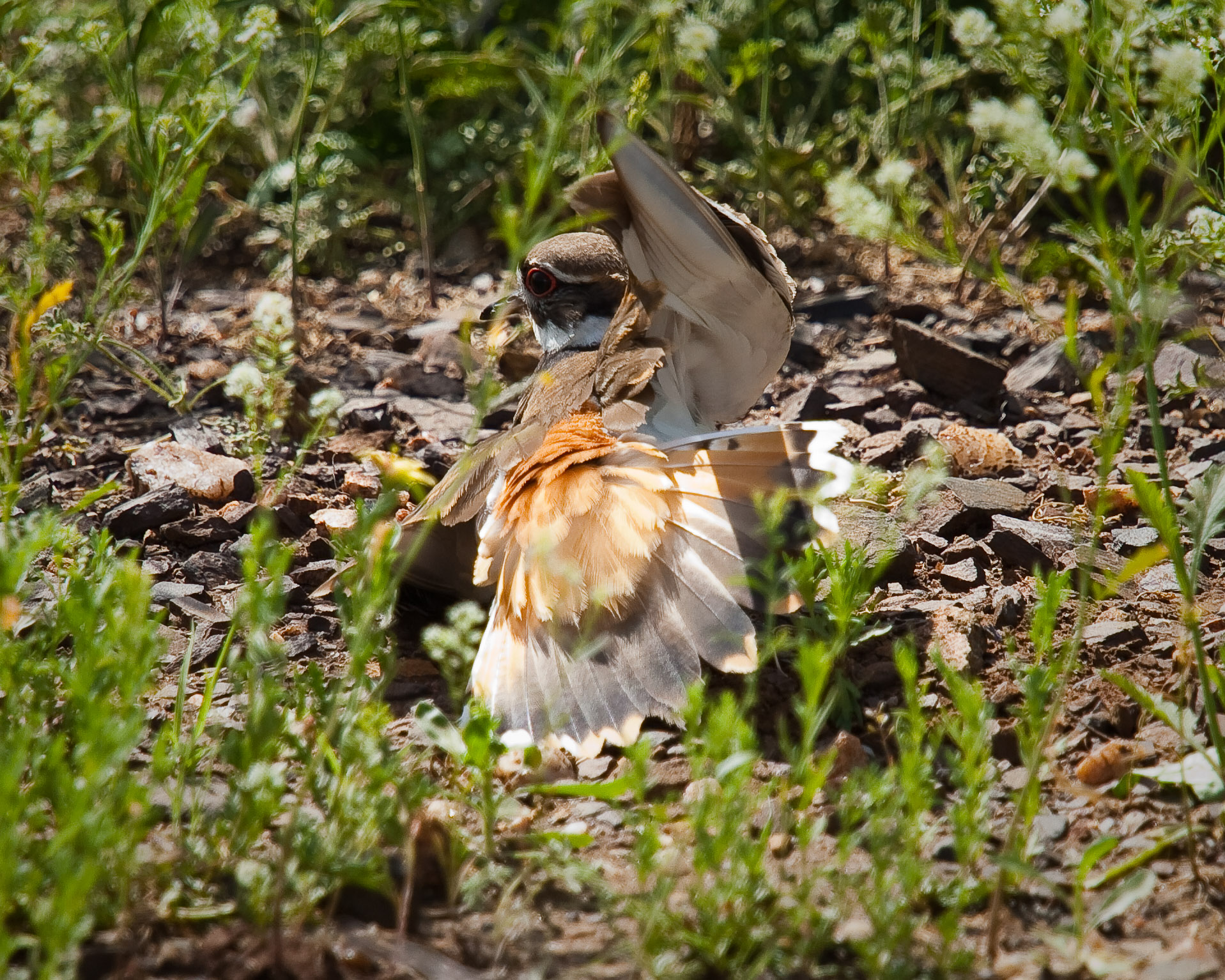
وانمودکردن به بال‌شکستگی ۱
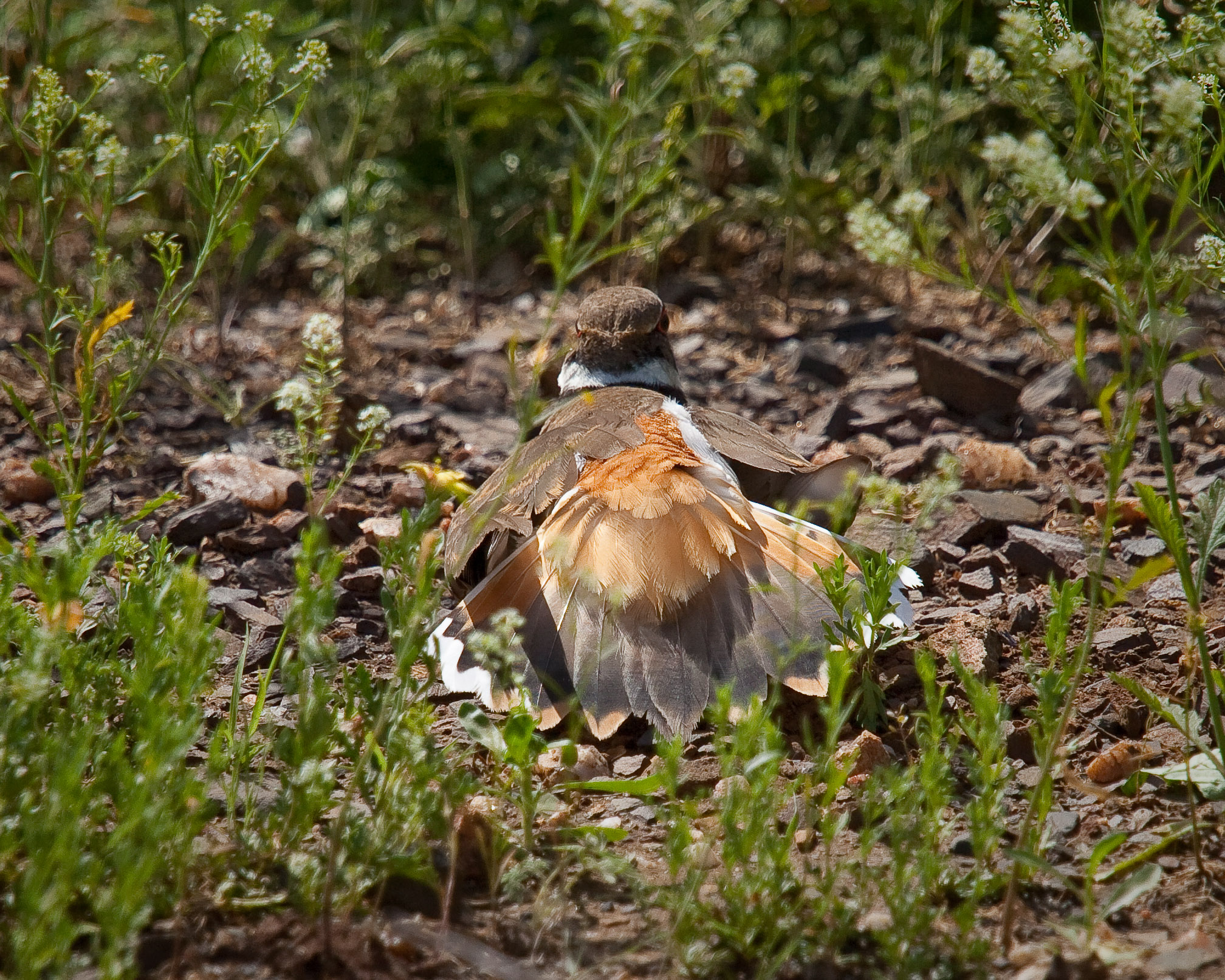
وانمودکردن به بال‌شکستگی ۲
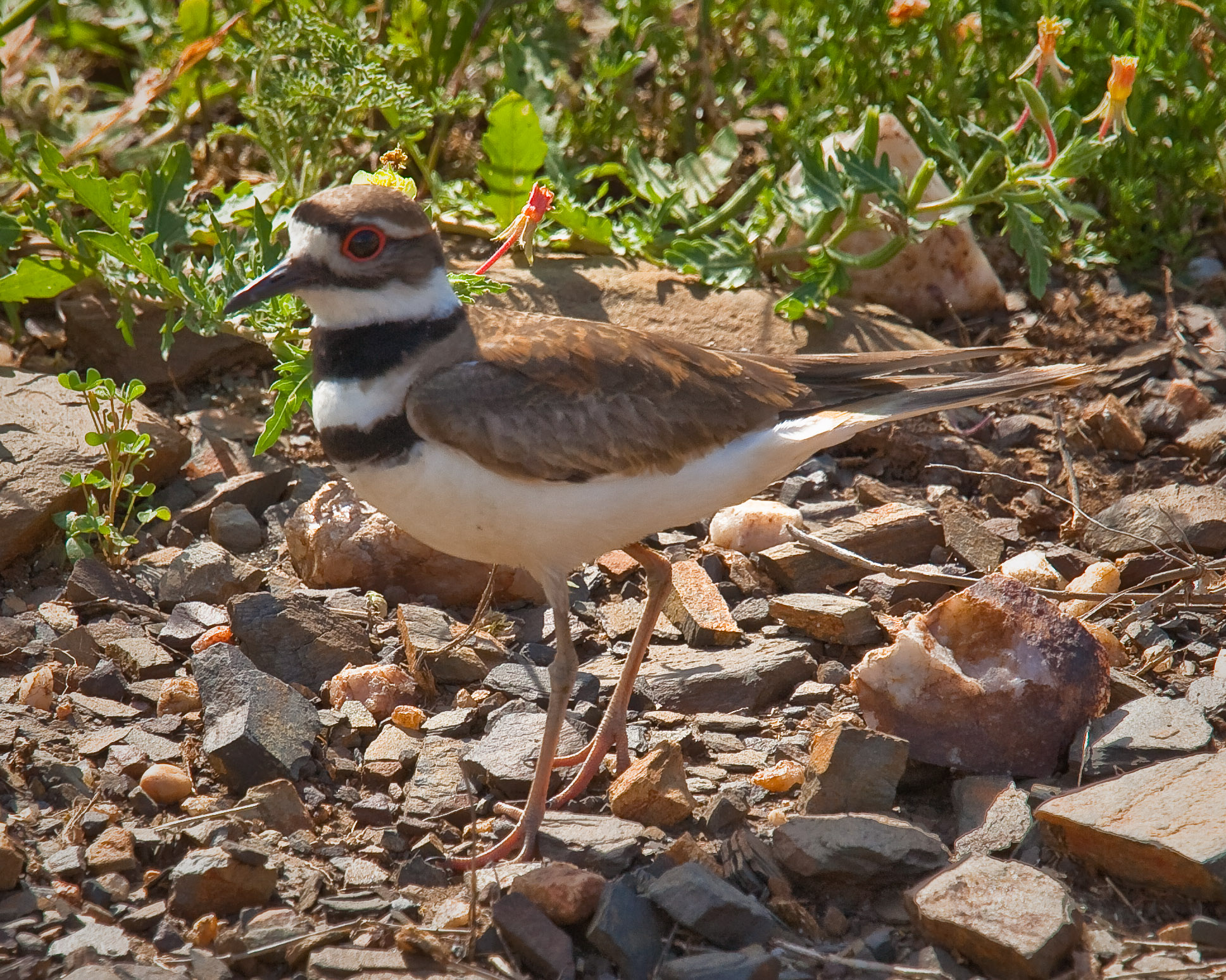
پایان رفتار